# حيتس 3
حيتس 3 هو صاروخ ما يزال تحت التطوير في إطار منظومة تسلح حيتس، وهي تهدف إلى اعتراض الصواريخ الباليستية طويلة المدى، في ارتفاع أعلى بكثير من حيتس 2 (الموجود في الخدمة بالقوات الجوية الإسرائيلية). وهذا الصاروخ يمر بمرحلة التطوير في مصنع (ملم) التابع للصناعات الجوية الإسرائيلية.
هذا الصاروخ هو مخترق للغلاف الجوي، بمعنى أنه مخصص لاعتراض صواريخ متطورة في الفضاء، وبذلك توفر لمنظومة اعتراض الصواريخ الإسرائيلية امكانات جيدة لإصابة الصواريخ الباليستية أو بذخيرتها خلال طيرانها، بواسطة عدد صواريخ الاعتراض من جهة، ومن خلال تقليل الخطر الذي قد يحدثه الرأس الناسف أو بقايا الصاروخ الباليستي أثناء سقوطه من جهة أخرى. بالإضافة إلى ذلك، فإن الاعتراض على ارتفاع عالي يقلل بدرجة ملحوظة من الخطورة في حال احتوى الرأس الناسف للصاروخ مواد كيماوية أو بيولوجية.

## أساس عمل الرأس القتالي
ليس مثل الطراز التنفيذي الحالي، حيتس 2، الذي يحتوي الرأس القتالي به شحنة مواد ناسفة وشظايا، المخصص لإصابة صاروخ مهاجم، فإن اساس عمل حيتس 3 يعتمد على التصادم الجسدي للرأس بالصاروخ الهدف. وفي هذا التصادم فإن الطاقة النشطة الهائلة تكفي لتدمير الهدف بدون الحاجة إلى مواد ناسفة. في المقابل يتطلب دقة بالغة لإحراز اصابة مباشرة. والرأس القتالي للحيتس 3 قادر على المناورة بمهارة بواسطة فتحة طرد مرنة وقابلة للتعديل.

## تمويل أمريكي للتطوير
في 20 مايو 2009 تحدثت وسائل الإعلام في إسرائيل عن موافقة الإدارة الأمريكية على تمويل تطوير الصاروخ حيتس 3. وصحيح أن المبلغ النهائي لم يُتَفَقَّ عليه، إلا أن التقديرات تتحدث عن مئات الملايين من الدولارات.

## مواضيع ذات صلة
- آرو (صاروخ)